# Moll Flanders (roman)

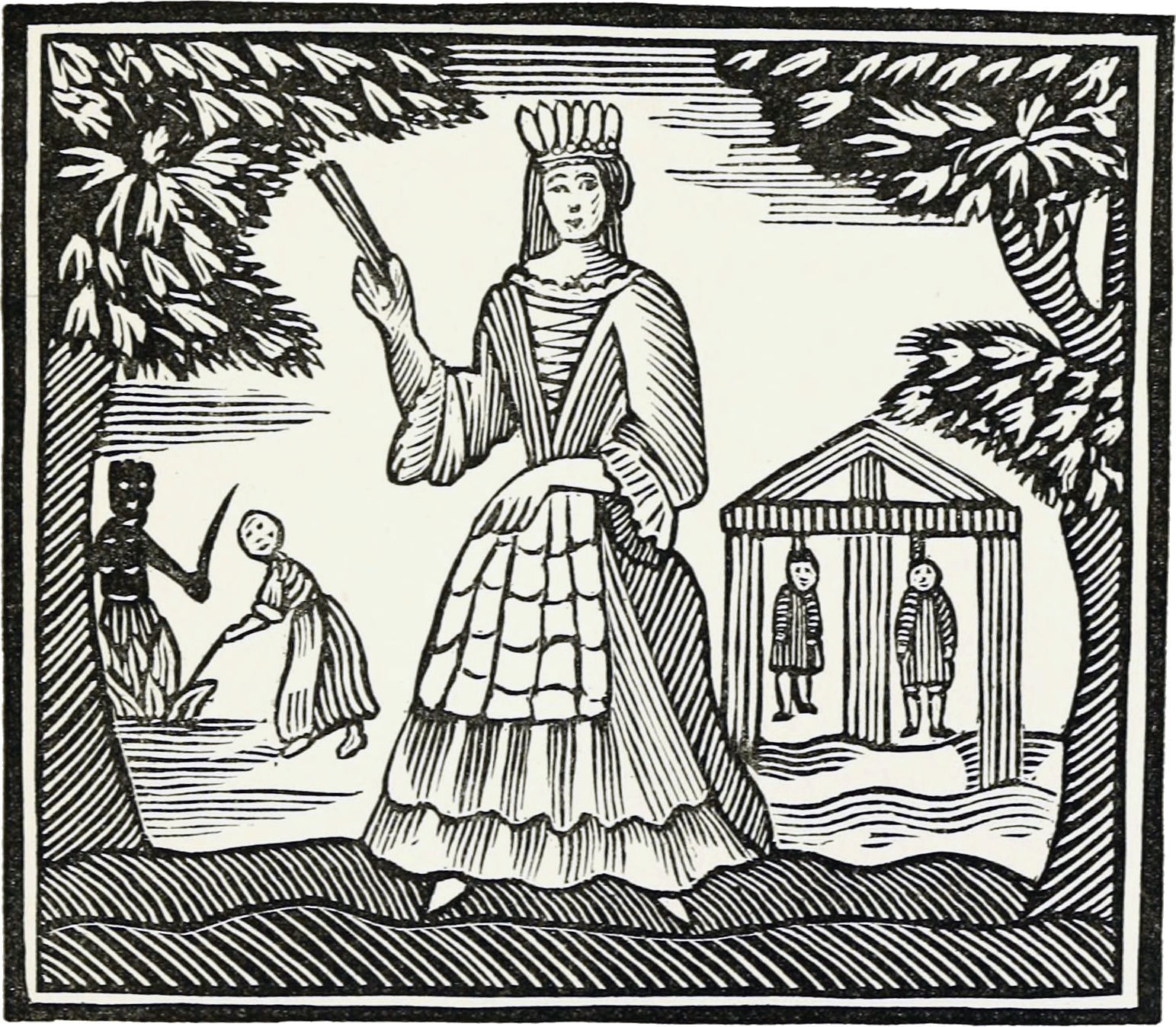
Moll Flanders

Moll Flanders, eg. The Fortunes and Misfortunes of the Famous Moll Flanders är en roman från 1722 av den brittiske författaren Daniel Defoe.
Defoe, som var journalist och politisk spökskrivare, hade gjort sig ett namn som författare med succéboken om Robinson Crusoe 1719. Defoes politiska engagemang och efterfrågan hade minskat till följd av partiledarna för de politiska partierna Whigs och Tories. Istället hade Robert Walpole stigit in på den politiska arenan och Defoe kände sig aldrig riktigt bekväm med Walpoles åsikter. I romanen om Moll Flanders framträder tydligt Defoes sympatier med Whigs, och verkets fullständiga titel ger en antydan om dess innehåll:
The Fortunes and Misfortunes of the Famous Moll Flanders, Etc. Who was born in Newgate, and during a life of continu'd Variety for Threescore Years, besides her Childhood, was Twelve Year a Whore, five times a Wife (whereof once to her own brother), Twelve Year a Thief, Eight Year a Transported Felon in Virginia, at last grew Rich, liv'd Honest and died a Penitent. Written from her own Memorandums.
Den Berömda Moll Flanders Medgångar och Motgångar, Etc. Som föddes i Newgate och som genom ett ständigt Omväxlande liv i Sextio År, förutom hennes Barndom, Tolv år som Sköka, fem gånger Hustru (varav en gång med sin egen bror), Tolv år som Tjuv, Åtta år som Deporterad Förbrytare i Virignia, som till slut blev Rik, levde Ärligt och dog som Botfärdig Syndare. Nedskrivet efter hennes egna Anteckningar.

## Handling
Moll Flanders mor sitter fängslad i det beryktade Londonfängelset Newgate men lyckas bli frisläppt genom att "åberopa magen", vilket var en vanlig syftning på att hindra avrättningen av gravida fångar. Till slut skeppas hennes mor till Amerika och Moll Flanders (vilket hon påpekar inte är hennes rätta namn, något som hon aldrig heller avslöjar) blir kvar i Storbritannien, uppfostras av sin fostermor och upptas så småningom i hushållet som tjänare. Fostermoderns två söner blir snart förälskade i henne. Den äldre sonen övertalar Moll till att dela hans säng och "uppträda som de var gifta", men visar sig ovillig till att gifta sig med henne och övertalar istället Flanders till att gifta sig med hans yngre bror. Hon blir så småningom änka, överlämnar barnen i sina släktingars vård och börjar istället arbeta på att uppträda som en rik änka i syfte att locka till sig en man för giftermål och för att trygga sin framtid.
Hennes första make under denna täckmantel går i konkurs och tvingas fly till kontinenten. Med sin välsignelse ber han henne att klara sig så gott det går och glömma honom. Den andre maken, en snäll och vänlig man, tar henne till Virginia och introducerar Moll för sin mor. Två barn senare får Moll reda på att hennes svärmor i själva verket är hennes riktiga mor, vilket innebär att Moll är gift med sin halvbror. Hon upplöser äktenskapet och reser tillbaka till Storbritannien utan sina barn. Väl hemma slår hon sig ner i Bath och börjar åter leta efter en ny man.
Återigen använder hon sig av sin talang för att slå blå dunster i ögonen på andra och hon inleder ett förhållande med en man vars hustru sitter inlåst på grund av en sinnessjukdom. Deras bekantskap är först platonisk, men leder så småningom till att Moll blir något av en älskarinna i London. Paret förälskar sig i varandra och får en son, men efter att ha drabbats av en svår sjukdom och tillfrisknar ångrar mannen sig och återvänder till sin hustru.
Moll Flanders, som nu hunnit fylla 42, ger sig i lag med en annan vivör, en bankir som fortfarande är gift med en kvinna som bedrar honom. Moll fattar förtroende för mannen och anförtror honom sina pengar då han friar till henne. Medan hon väntar på att dennes skilsmässa skall gå igenom låtsas Moll att hon är i besittning av en stor förmögenhet i syfte att locka till sig ytterligare en rik make. I Lancashire lär hon känna några katoliker som försöker få henne att konvertera och till slut gifter hon sig med en av dem, en man som antas vara mycket rik. Snart förstår hon att han förväntat sig att få del av den förmögenhet hon sagt sig stå i begrepp att ärva. Detta gör att han erkänner att han ljugit för henne och lurat henne till giftermål genom att påstå att han har gott om pengar. I själva verket är han bankrutt och han löser henne från äktenskapet men låter ändå förstå att hon kommer att ärva eventuella medel han kan komma att få (till slut låter hon läsaren få veta vad mannen heter). Trots att hon åter är med barn låter Moll bankiren förstå att hon är ledig i hopp om att få tillbaka honom. Hon föder barnet och barnmorskan redogör för en tredelad skala över vad det kostar att hjälpa ett barn till världen, med olika belopp beroende på föderskans socialgrupp.
Molls pojke föds ungefär samtidigt som bankirens fru begår självmord till följd av skilsmässan och Moll lämnar barnet åt en kvinna på landet mot £5 per år. Molly gifter sig med bankiren men drabbas av samvetskval: "Vilken avskyvärd varelse jag är! Och denne man som kommer att bli så utnyttjad av mig!". Hon tycker heller inte om att giftermålet äger rum nattetid på ett värdshus, med vigseln förrättad av värdshusvärden, bara en timme efter att hon gått med på äktenskap över huvud taget. Hennes make dör emellertid bankrutt efter fem års äktenskap och Moll står nu ensam igen, med två barn. 
Vid det här laget är hon desperat och hon inleder nu en karriär som tjuv genom att använda sig av sitt sinne för humor, sin skönhet, charm och feminitet, men också genom sin hårdhjärtade och elaka sida, allt i syfte att skaffa sig ekonomisk trygghet. Först nu tar hon namnet Moll Flanders under vilket hon kommer att förbli känd för läsaren och andra. Hon nedlåter sig till och med att stjäla från en familj vars hus står i brand, från en man för vilken hon fungerar som älskarinna och skickas till slut till Newgate, precis som bokens författare gjorde tjugo år tidigare.
I fängelset drabbas hon av ånger och återförenas så småningom med sin själs älskade, hennes "Lancashiremake", som också fängslats för rån (som han begick både före och efter deras äktenskap). Hon befinns skyldig till svåra brott, dock inte för inbrott, men straffet är i alla fall döden. Hon lyckas övertyga en fängelsepräst om sin ånger och deporteras tillsammans med sin make till Maryland istället för att avrättas. Tillbaka i Amerika får hon veta att hennes mor har avlidit, att hennes son fortfarande lever, liksom hennes broder och tidigare make.
Förklädd presenterar hon sig för sin son. Brodern visar sig nu vara gammal och otillräknelig. Med hjälp av en kväkare hittar de en bondgård i Carolina. Nu avslöjar hon sin rätta identitet för sin son och han ger henne sin mors arv, en bondgård som han nu skall arrendera och som skall ge henne en årlig avkastning om £100. I gengäld gör hon honom till sin arvinge och ger honom en (stulen) guldklocka.
Det verkar nu som hennes liv som desperado och brottsling är över. Då hennes bror och före detta make avlidit berättar hon den sanna historien för sin man och han tar lätt på det hela. "För, eftersom det inte var ditt fel, ej heller hans, så var det ett misstag som var oundvikligt att begå". 1683 återvänder de till Storbritannien för att "leva i uppriktig botgöring för det eländiga liv vi levt".

## Tolkningar
Historien har bland annat tolkats som en skildring av kapitalism till följd av de ständigt återkommande anspelningarna på pengar, avtal och annat ekonomirelaterat. Allt, inklusive människor, kan köpas för pengar. Detta kan ge läsaren sken av att Moll är en beräknande person, men eftersom kapitalism som begrepp inte uppfunnits då boken skrevs anses boken snarare skildra sociala strukturer under 1600-talet.
Moll Flanders tvingar läsaren att överväga om, i det fall ett brott begås för att nöd bryter rätt, det verkligen är ett brott. Dock skall man inte underskatta den beräknande sidan av Moll Flanders agerande - sättet på vilket detta skildas kan lätt göra att man hyser medlidande med henne trots att hon inte drar sig för att skamlöst utnyttja godhjärtade människor för att nå sina egna syften.

## Litterär betydelse och kritik
Berättelsen har kallats både pikaresk och sedelärande och den är egentligen lite av båda. Det pikareska ligger i att Moll är en underklassfigur som rör sig bland de besuttna och visar på deras fåfänga och ytlighet. Som sedelära kan den tolkas på två sätt: å ena sidan kan Molls historia ses som en klassisk tragedi, där Moll begår hybris för att hon vill bli en fin dam, något som inte var henne förunnat, och i syfte att nå detta begår äktenskapsbrott, prostituerar sig, försummar sina barn och dessutom begår incest. Istället tvingas hon till bekännelse, får förlåtelse och etablerar sig i medelklassen där hon egentligen hör hemma. 
Å andra sidan kan skildringen ses som att en kvinna, vars brott är att bara lita sig till sig själv utan att belastas av ett kristligt sinnelag och istället begår brott på grund av syndig envishet, bara kan få förlåtelse, frid och rikedom endast genom bekännelse, ånger och genom att underkasta sig den Allsmäktige. Härigenom får historien drag av samtida (1700-talet) konservatism och liberalism.
Defoe var själv uttalad puritan. Hans åsikter är otvetydiga i det att han lever för hårt arbete och hängivelse och tror på Försynen som en gudomlig nåd. Det råder viss tveksamhet om han avsåg Moll att vara en enbart sympatisk person. Romanen, vilken använder många sidor för att skildra brott och synd men få sidor för att redogöra för ånger och botgörelse, kan därigenom leda läsaren till att tveka på att Moll verkligen vill göra bot och bättring och få ett bättre liv. Hon blir därigenom en ambivalent figur. 
Det har även yppats farhågor för att boken är skriven som en ren chanstagning i syfte att tjäna så mycket pengar som möjligt åt författaren. Dessa kommentarer beror främst på vad Defoe nämner i sitt förord där han talar om "liderliga idéer" och "oanständigheter" som skulle vara orsak till att läsarna bara skulle läsa den som ren underhållning istället för moralisk uppbyggelse.
Romanen kombinerar Defoes intresse för litterära skildringar med hans erfarenhet av och intresse för brott. Moll Flanders var en populär roman som bidrog till att öka Defoes ryktbarhet. Han hade tidigare skrivit flera skildringar om brottslingar för diverse tidningar och romanen ökade hans rykte som skildrare av den undre världen. Efter Moll Flanders skrev han 1724 om Jack Sheppard, en berömd inbrottstjuv i London och 1725 om Jonathan Wilds liv. Redan 1724 återvände Defoe till temat fallna kvinnor genom den vällustiga Roxana: The Fortunate Mistress. Moll Cutpurses liv inspirerade uppenbarligen Defoe, även om hon i sig är en helt annan personlighet än Moll Flanders.
Ur historisk synvinkel är Moll Flanders en viktig skildring av den undre världens liv, sedvänjor och brott och straff. Förutom att vara en av de få verkligt detaljerade skildringarna av livet i The Mint är det också en av de bästa redogörelserna av livet i fängelset Newgate och av de prostituerades liv. Dessutom ger det en god insyn i hur man i samtiden såg på Amerika. Romanen kan delvis sägas innehålla viss propagande för emigration eftersom det skildrar Amerika som en plats för fred och religiös tolerans, i alla fall så länge man inte vänder sig mot protestantismen. I motsats till senare skildringar (till exempel Oliver Goldsmiths The Deserted Village), är Defoes skildringar av puritanismen ganska naiva. Även om Defoe är partisk har Moll Flanders en viktig del av kulturhistorien.

## Filmatiseringar i urval
- Ett lättfärdigt stycke - brittisk film från 1965, med Kim Novak som Moll Flanders och Richard Johnson som Jemmy, samt med Angela Lansbury, George Sanders och Lilli Palmer.
- Moll Flanders - brittisk tv-serie från 1996, med Alex Kingston som Moll Flanders och Daniel Craig som James Seagrave.